# Guksi

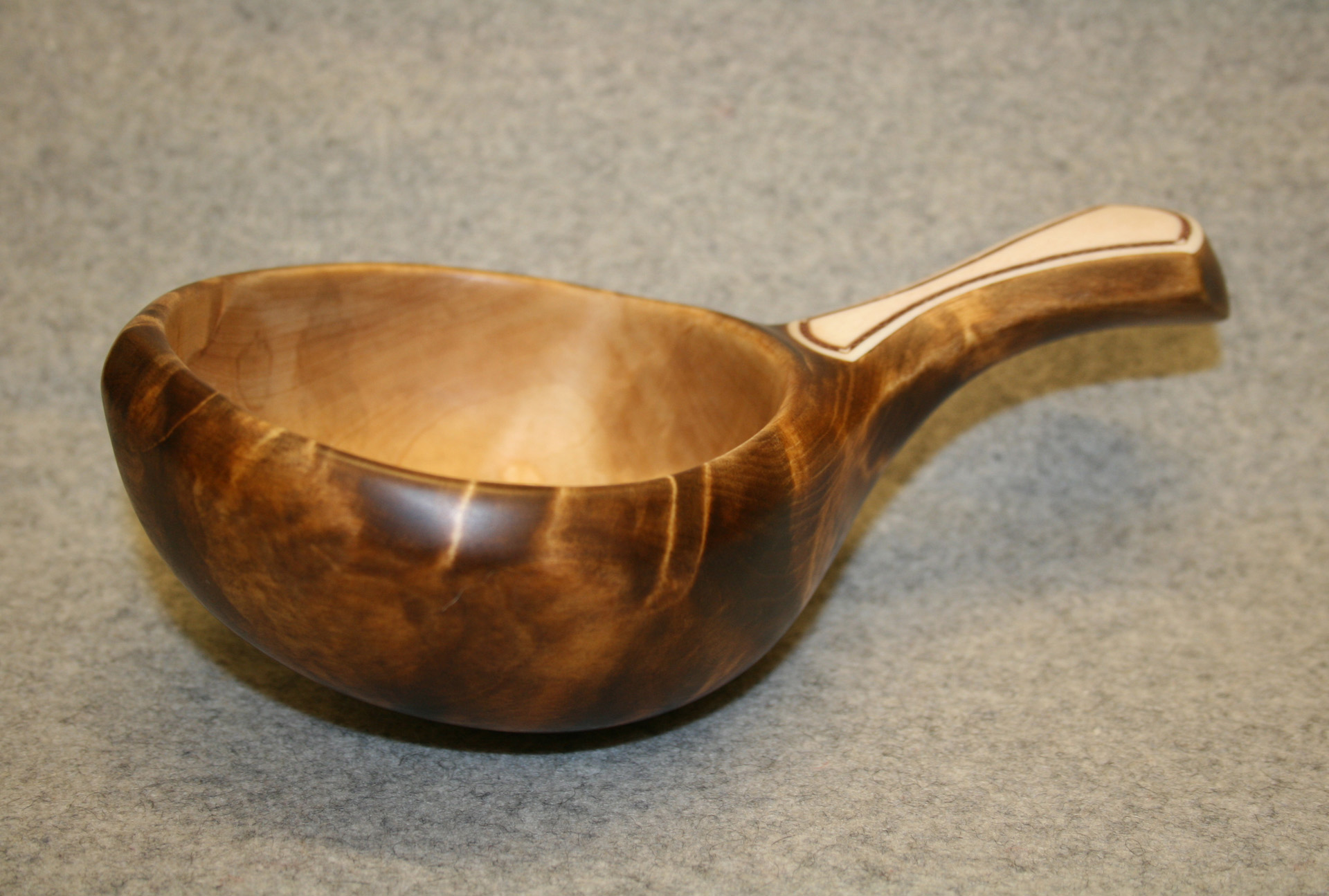
Samische Guksi in traditioneller Form

Guksi (nordsamisch, finnisch kuksa, schwedisch kåsa) ist ein schöpfkellenähnliches Trink- oder Serviergefäß mit Handgriff, das v. a. aus dem samischen Kunsthandwerk (nordsamisch Duodji) bekannt ist.

## Herstellung und Pflege
Traditionell wird die Guksi aus einer Maserknolle geschnitzt. Die Knolle, die am Stamm der Birke nach einer Verletzung wächst, wird zunächst grob in Form gebracht und dann sorgfältig getrocknet, um Risse und Sprünge zu vermeiden. Dann wird sie je nach lokaler Tradition geformt. Aus der Maserknolle geformte Tassen halten in der Regel länger als Tassen aus herkömmlicher Birke. Ursprünglich wurden die Tassen in arktischen Regionen als persönliches Trinkgefäß genutzt. Eine sorgfältig hergestellte Guksi hält in der Regel ein Leben lang.
Guksi werden nur mit klarem Wasser ausgespült und mit einem Tuch getrocknet. Aus Tradition werden keine Reinigungsmittel verwendet.

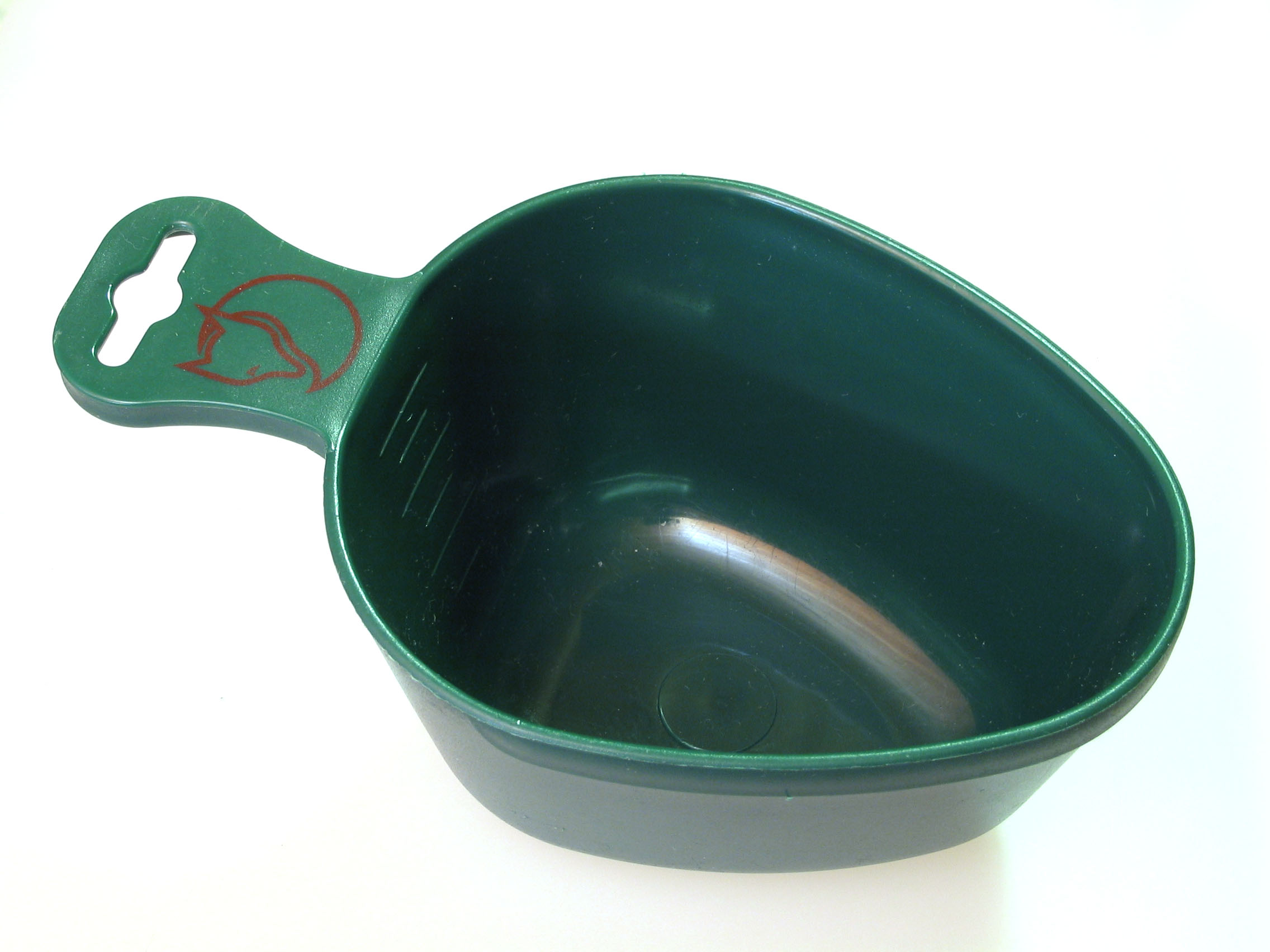
Guksi für den Outdoor-Bedarf aus Kunststoff

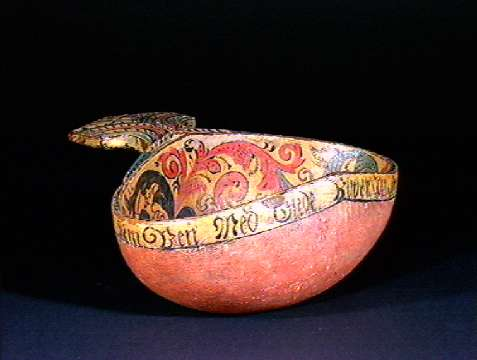
Norwegische Guksi aus Telemark (1766)

## Moderne Guksi
Heutzutage findet man außerhalb des nördlichen Skandinavien kaum noch Guksi. Dies liegt unter anderem daran, dass Maserholz in der modernen Forstwirtschaft kaum noch eine Rolle spielt. Außerdem haben die Verwendung von Glas, Keramik und Metall die handwerklich gefertigten Guksi verdrängt.